# كارين أ. بيج
كارين أ. بيج (بالإنجليزية: Karen A. Page)‏ هي كاتِبة أمريكية، ولدت في 8 مايو 1962 في وارين في الولايات المتحدة.